# Microtus (Terricola)
Microtus (Terrícola) es una subgénero de roedor de la familia Cricetidae. Este subgénero se caracteriza por los hábitos subterráneos de sus especies.

## Especies
- Microtus bavaricus, Konig, 1962.
- Microtus brachycercus, Lehman, 1961.
- Microtus daghestanicus, Shidlovsky, 1919.
- Microtus duodecimcostatus, de Sélys-Longchamps, 1839.
- Microtus felteni, Malec y Storch, 1963.
- Microtus gerbei, Gerbe, 1879.
- Microtus liechtensteini, Wettstein, 1927.
- Microtus lusitanicus, Gerbe, 1879.
- Microtus majori, Thomas, 1906.
- Microtus multiplex, Fatio, 1905.
- Microtus savii, de Sélys-Longchamps, 1838.
- Microtus schelkovnikovi, Saturnin, 1907.
- Microtus subterraneus, de Sélys-Longchamps, 1836.
- Microtus thomasi, Barrett-Hamilton, 1903.